# Sadya Touré
Pour les articles homonymes, voir Touré.
 (juin 2022).
La mise en forme du texte ne suit pas les recommandations de Wikipédia : il faut le « wikifier ».
Les points d'amélioration suivants sont les cas les plus fréquents :
- Les titres sont pré-formatés par le logiciel. Ils ne sont ni en capitales, ni en gras.
- Le texte ne doit pas être écrit en capitales (les noms de famille non plus), ni en gras, ni en italique, ni en « petit »…
- Le gras n'est utilisé que pour surligner le titre de l'article dans l'introduction, une seule fois.
- L'italique est rarement utilisé : mots en langue étrangère, titres d'œuvres, noms de bateaux, etc.
- Les citations ne sont pas en italique mais en corps de texte normal. Elles sont entourées par des guillemets français : « et ».
- Les listes à puces sont à éviter, des paragraphes rédigés étant largement préférés. Les tableaux sont à réserver à la présentation de données structurées (résultats, etc.).
- Les appels de note de bas de page (petits chiffres en exposant, introduits par l'outil «  Source ») sont à placer entre la fin de phrase et le point final[comme ça].
- Les liens internes (vers d'autres articles de Wikipédia) sont à choisir avec parcimonie. Créez des liens vers des articles approfondissant le sujet. Les termes génériques sans rapport avec le sujet sont à éviter, ainsi que les répétitions de liens vers un même terme.
- Les liens externes sont à placer uniquement dans une section « Liens externes », à la fin de l'article. Ces liens sont à choisir avec parcimonie suivant les règles définies. Si un lien sert de source à l'article, son insertion dans le texte est à faire par les notes de bas de page.
- La présentation des références doit suivre les conventions bibliographiques. Il est recommandé d'utiliser les modèles {{Ouvrage}}, {{Chapitre}}, {{Article}}, {{Lien web}} et/ou {{Bibliographie}}. Le mode d'édition visuel peut mettre en forme automatiquement les références.
- Insérer une infobox (cadre d'informations à droite) n'est pas obligatoire pour parachever la mise en page.

Pour une aide détaillée, merci de consulter Aide:Wikification.
Si vous pensez que ces points ont été résolus, vous pouvez retirer ce bandeau et améliorer la mise en forme d'un autre article.
 (juin 2022).
,,

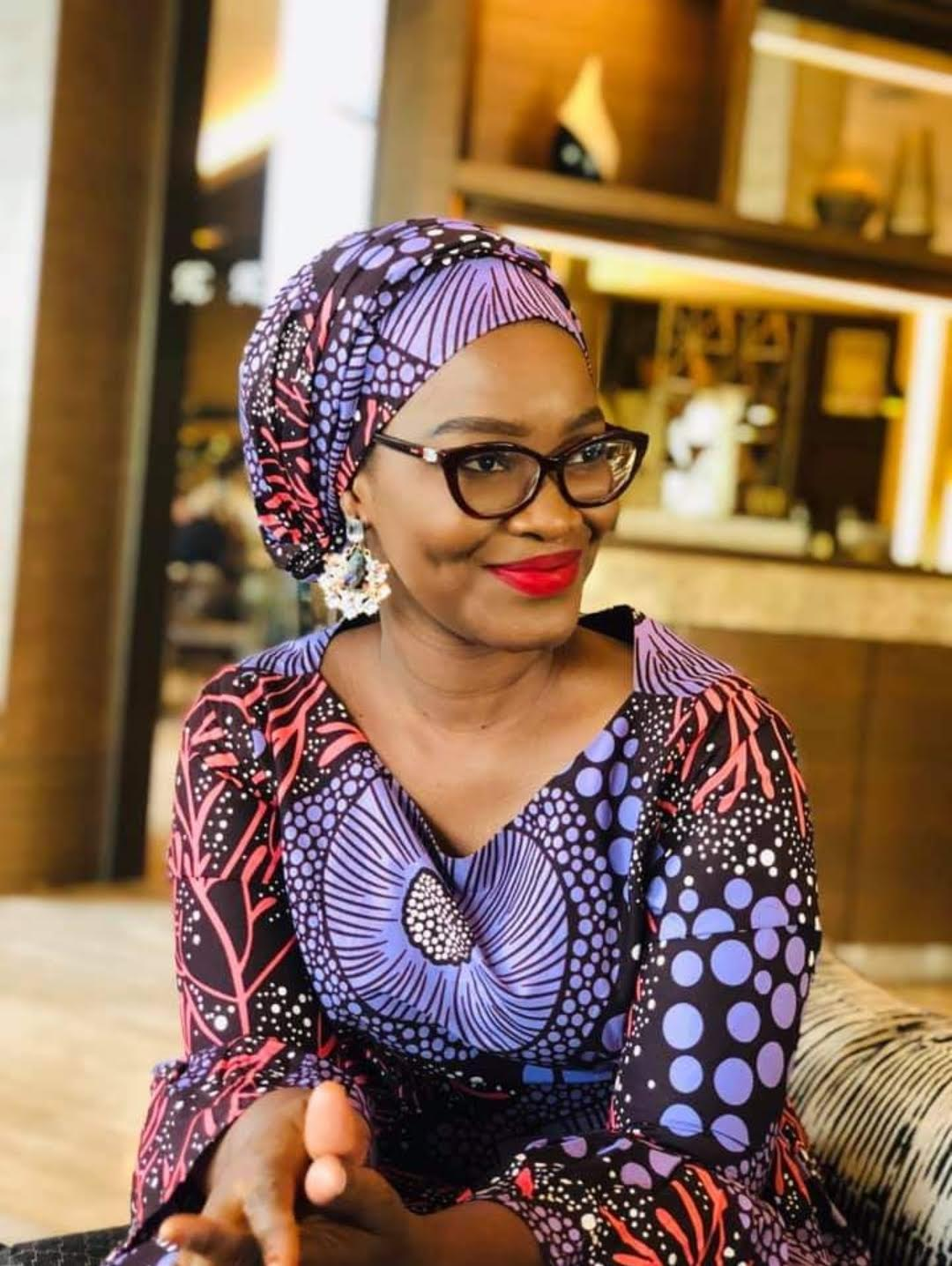
Sadya Touré

Sadya Touré est née le 12 janvier 1997, à Bamako. Elle est une des figures féminines importantes du Mali engagée pour la promotion des droits humains en particulier des femmes et de la culture de son pays. Écrivaine et militante de la société civile, Elle réside à Bamako.Elle est auteure de deux romans. Être une Femme Ambitieuse au Mali publié en 2018 au Mali et de l’Eveil des Silencieuses publié en 2023 aux Éditions l’Harmattan. 
Sadya Touré est Originaire de Tombouctou,.
Ancienne membre du Parlement National des Enfants du Mali, Sadya Touré est connue au Mali pour son militantisme  engagé en faveur toutes les causes sociales mais acte plus en ce qui concerne les Droits des Femmes et des enfants. Sadya Touré est la présidente fondatrice de l’association "Mali Women and Youth Empowerment " qui développe de nouvelles opportunités de formation socio-professionnelle pour les jeunes, les filles et femmes vulnérables du Mali. 
Elle a été nommée par le PNUD parmi 4 jeunes du monde à être ambassadeur Génération17 du PNUD pour leurs actions dans le cadre spécifique des Objectifs de Développement Durable (ODD). 
Elle a été consultante à la CEDEAO sur les questions politiques concernant son pays le Mali. 
Sadya TOURE a été en 2018 nommée par "The Confederation of West African Youth" parmi les 100 personnes les plus Influentes de l’Afrique de l’Ouest. 
De même, elle a été nommée l'année suivante, Jeune de l’année 2019 dans la catégorie Femme par "le Baromètre".
Aujourd’hui, travaillant comme consultante en communication et Planificateur Stratégique des projets pour les Pays Francophones à Creative Culture, elle continue d'être impliquée et soucieuse de la situation socio-politique de son pays le Mali. 
Titulaire d’une licence en Journalisme et communication obtenues à l’université catholique de Bamako. Elle aussi un diplôme  en Leadership et Engagement Civique à l’université du Kansas aux États Unis dans le cadre du programme «Mandela Washington Fellowship » pour les jeunes leaders africains (YALI) crée par Barack Obama.